# Monika Rákošová
Monika Rákošová est une joueuse slovaque de volley-ball née le 30 septembre 1987 à Vidiná. Elle mesure 1,81 m et joue au poste de centrale. 

## Clubs
| Club                 | De        | À         |
| -------------------- | --------- | --------- |
| ZŠ ul.Mládeže Poprad | 1998-1999 | 2002-2003 |
| VK UJS Komárno       | 2007-2008 | 2007-2008 |
| Slávia UK            | 2008-2009 | 2014-2015 |
| SES Calais           | 2015-2016 | …         |

## Palmarès
- Championnat de Slovaquie
  - Vainqueur : 2008, 2010, 2011, 2013, 2015.
  - Finaliste : 2006, 2007, 2009, 2012, 2014.
- Coupe de Slovaquie
  - Vainqueur : 2010, 2013, 2015.
  - Finaliste : 2008, 2011, 2012, 2014.